# Drieënhuizen
Drieënhuizen is een buurtschap in de Nederlandse gemeente Barneveld, gelegen in de provincie Gelderland. Het ligt 3 kilometer ten oosten van Kootwijkerbroek.
Dorpen: Achterveld · Barneveld · De Glind · Garderen · Harselaar · Kootwijk · Kootwijkerbroek · Stroe · Terschuur · Voorthuizen · Zwartebroek

Buurtschappen: Boveneinde · Drieënhuizen · Essen · Esveld · Garderbroek · Kallenbroek · Moorst (deels) · Ouwendorp · Wessel

Gelderland: Steden en dorpen in Gelderland      Nederland: Provincies · Gemeenten